# Pista Dankó

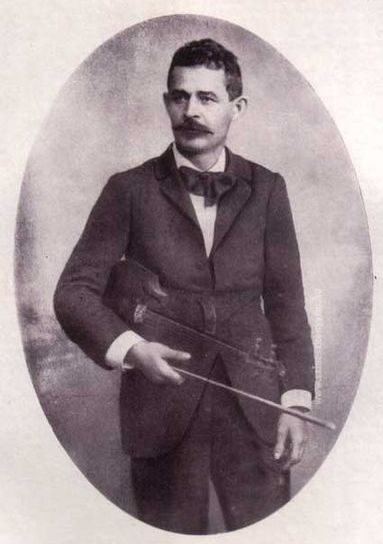
Pista Dankó (ca. 1880).

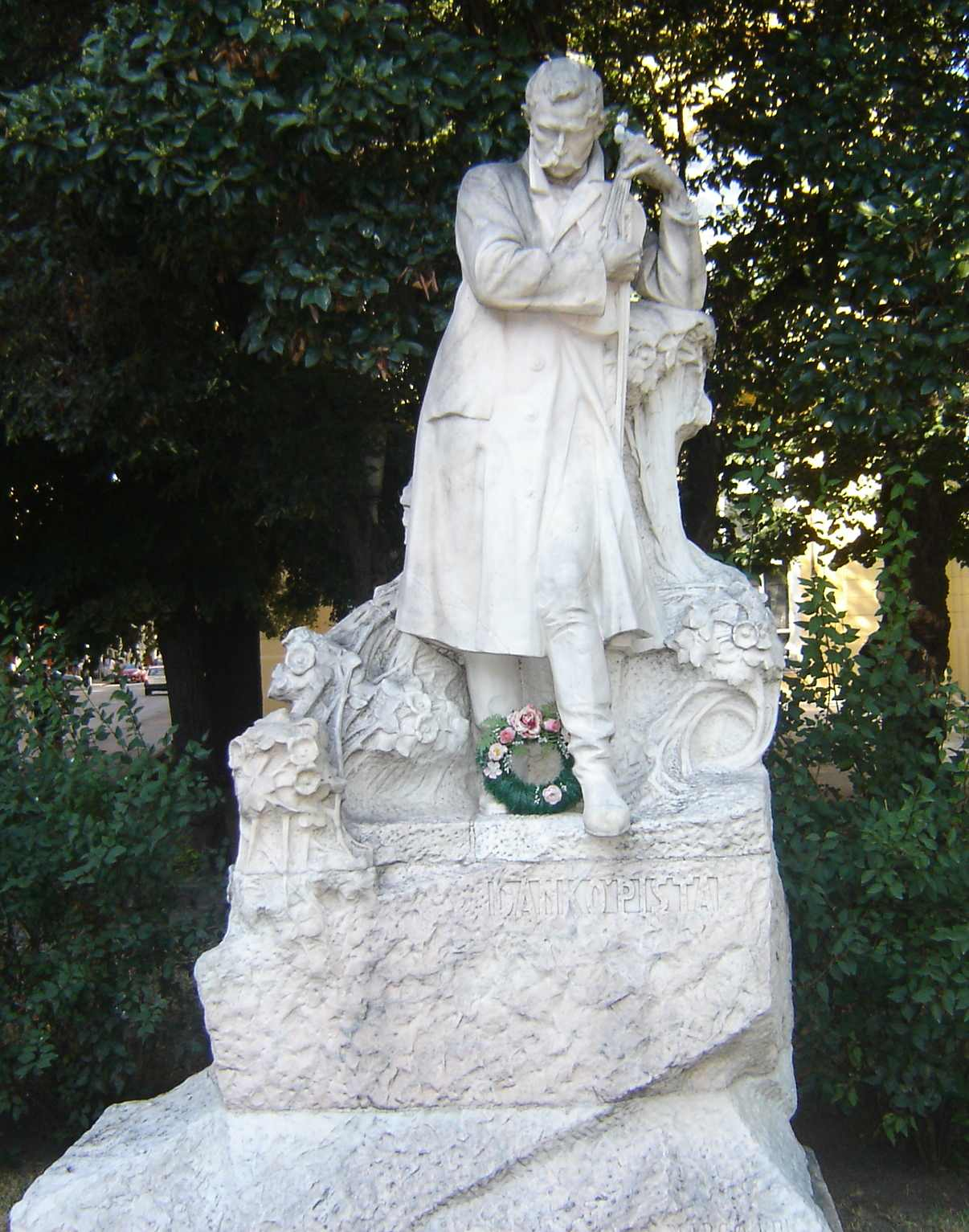
Obra de Ede Margó. Orilla del Tisza. Szeged. Foto: Pataki Márta.

Pista Dankó (Szeged, 14 de junio de 1858 –  Budapest, 29 de marzo de 1903) fue un compositor, director y violinista gitano de Hungría.  
Trabajó sobre todo las formas tradicionales estiladas en su país en el siglo XIX. Se le llamaba a menudo con el apodo Nótafa, palabra del idioma húngaro que significa "cantante baladista" o "coplero" en el ámbito popular.

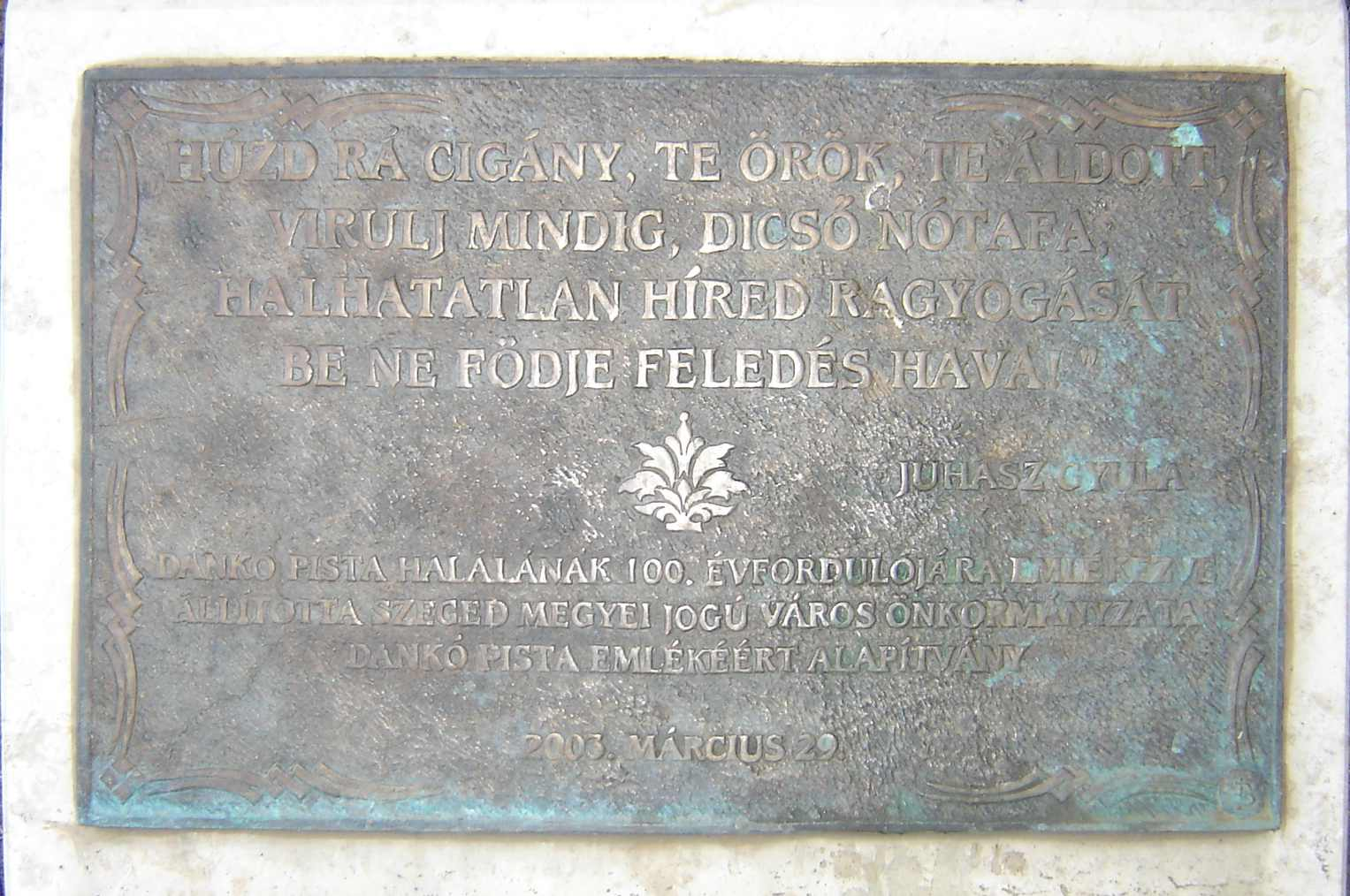
Placa del centenario. Foto: Pataki Márta.

## Reseña biográfica

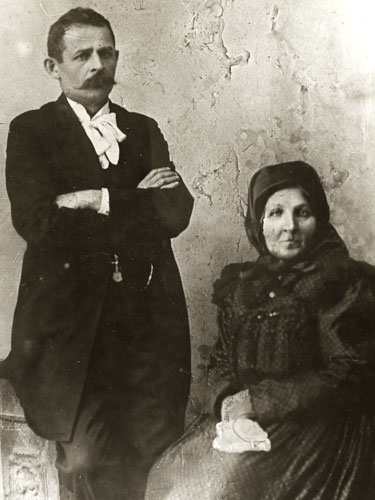
Pista con su madre

Nació en la ciudad de Szeged, donde comenzaría a componer a los 28 años. Formó parte de una agrupación llamada Hangászsor ("Ringa de músicos"). Más tarde se trasladó a  Szatmár, donde conocería y empezaría a cortejar a Ilonka Joó. Como Pista Dankó era gitano, el padre de Ilonka, que era el alcalde, desaprobó la relación, lo que los llevó a ella y a Pista a escaparse juntos; y unidos seguirían hasta la muerte de Dankó, en 1903, víctima de una afección pulmonar.

## Estilo musical
Por su herencia racial y cultural, la obra de Dankó se asienta en la música tradicional húngara, así que la mayor parte de sus obras está escrita siguiendo las formas del verbunkos y otras tradicionales de las llamadas de estilo gitano (chardas, otros bailes y canciones como las de tradición oral). También compuso obras de otros estilos, como es el de la marcha.

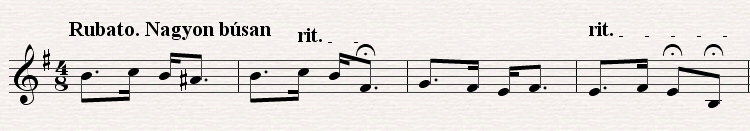
Muestra de la música de P. Dankó. Esta frase musical sería empleada por Béla Bartók en su Concierto para violín n.º 2. Archivo: NZs.

## Obras
Mientras vivió en Szeged, Dankó compuso música para más de 400 poemas, algunos de la obra de Lajos Pósa. Una canción suya de las más celebradas en su tiempo es "Az a szép, az a szép" (Qué guapo que es, qué guapo que es), que todavía hoy es uno de los sones de baile más populares en Hungría. A requerimiento de su socio Géza Gárdonyi, destacado escritor húngaro, Dankó compondría la "Marcha de los húngaros" ("A magyarok bejövetele"), destinada a celebrar en 1885 el milenario del estado magiar. Esta obra llevó a Dankó a la cima de su popularidad en vida, proporcionándole una posición social  raramente conseguida por un gitano entre la alta sociedad de Hungría.

### Algunas canciones
- Eltörött a hegedűm
- Egy cica, két cica
- Most van a nap lemenőbe
- Baka levél
- Béla cigány
- Még azt mondják, nincs Szegeden boszorkány
- Szőke kislány, csitt, csitt csitt
- Vásárhelyi sétatéren Béla cigány muzsikál
- Egy csillag se ragyog fenn az égen
- Nem átkozom ibolyakék szemedet
- Szegedében szokása a leánynak
- Ne gyónj nekem, minek gyónnál
- Hallod rózsám, Katika
- Nem vagy legény, Berci
- Nincs szebb lány a magyar lánynál
- Nincsen a császárnak olyan katonája
- Nem jó, nem jó minden este a kapuba kiállni
- Elmegyek a tengerszélre
- Búsan szól a kecskeméti öreg templom nagyharangja
- Csitt, babám!
- Az a szép

### Algunas obras de carácter orquestal
- A zsöllérlegény (Szeged, 1887)
- Szegény Laci (Szeged, 1888)
- A leányasszony (1889)
- Cigányszerelem (1898)
- A halász szeretője (Budapest, 1899)

## Dankó para la posteridad
Pista Dankó es un raro caso de gitano nacido en la pobreza y elevado después a una situación de fama y fortuna relativas. La base de su trabajo fue satisfacer el gusto musical del público, y fue así como alcanzó la popularidad. Como ocurre a menudo, el reconocimiento de su obra aumentó considerablemente después de su muerte: las siguientes generaciones de húngaros fueron aún más entusiastas de su música.
En Szeged, en la orilla del río Tisza, se le erigió una estatua, obra de Ede Margó (1871 - 1944), y en enero de 1941 se estrenó una película basada en su vida y llamada como él: Pista Dankó (en húngaro, "Dankó Pista").